# 鳴上悠
鳴上悠是Atlus开发的《女神异闻录》系列中的虚构角色，作为主人公首次亮相于2008年的角色扮演游戏《女神异闻录4》中。在游戏中，鳴上悠是个沉默的主角，其思想和行动由玩家决定。他是个高中生，由于父母忙于工作，因此搬到乡村地区稻羽市与舅舅堂島遼太郎和表妹堂島菜菜子一起生活。在抵达稻羽市后，鳴上悠着手调查谋杀案（受害者神秘地被绑在电话线上）并且城镇上笼罩着迷雾。他与同学们合作探索名为“电视世界”的另一个维度，在那觉醒“人格面具”——鳴上悠的潜意识精神的物质化表现——以面对并击败谋杀第一批受害者的“阴影”生物。除此之外，鳴上悠也曾出现在与《女神异闻录4》相关的其他作品中，包括动画改编作品《女神异闻录4：动画版》，漫画版以及一些衍生游戏中。在这些作品中鳴上悠拥有自己的角色塑造和发展。 
鳴上悠的设计由副岛成记担任，目标是创造一个模棱两可的角色，通过反映他们对玩家的多种情感和举止来吸引大多数玩家。导演岸誠二表示在动画中不破坏原创团队创作的形象上赋予角色情感存在难度。这个角色由浪川大輔（日语）和約翰尼·楊·博斯（英语）配音。两位演员都表示难以为他配音，浪川大輔发现他在社交生活方面感到困难，而博斯在动画中还必须为另一个重要角色配音。
鳴上悠在评论界获得正面评价，他的角色塑造、社交生活以及作为一个大部分时间保持沉默的青少年的形象受到赞赏，他的少数台词与情节相关，并且在某些情况下还带有幽默感。然而，他在动画改编中以更富灵魂和更多台词的形象也受到好评，这对角色进行不呆板的演绎，同时忠于游戏中原始的形象。

## 角色设计与概念
角色设计师副岛成记创作鳴上悠的想法是让玩家通过游戏中的行动和决策来决定和展现他的个性。因此，他希望悠看起来比《女神异闻录3》的主角更加暧昧。副岛成记将悠与《金剛戰士》系列中的蓝色战士进行比较，因为这种角色倾向于保持沉默并服从领袖的命令。他的角色设计与最初的构想相对相似，但语调和面部表情变化最大。副岛最关注的特点是他的眼睛：认为将眼睛隐藏在刘海下会让他“看起来很酷”。他的校服领子比其他角色稍微高一些。在设计角色时，副岛表示“主角需要具备足够的全面性才能讨人喜欢，但也需要一些额外的特点让他从其他角色中脱颖而出。”副岛为角色画了一张“婴儿脸”的草图，以便他和工作人员能够发现悠的“特别之处”，并讨论如何使他成为突出的主角。
回顾过去，桥野桂声称鳴上悠被写成一个推动叙事的角色，尤其是对比他最初来自城市和来到乡村之间的方式。因此，当被问及为什么《女神异闻录4》没有像《女神异闻录3携带版》般加入替代的女性主角时，桥野认为这样会让鳴上悠感觉更自然。 

### 改编作品的差异
在最初的《女神异闻录4》游戏中，玩家控制的主要角色被简称为“主角”或“英雄”，其名字由玩家决定。角色名“鳴上悠”首次是在2011年的动画改编作品《女神异闻录4：动画》中被赋予，此后在《女神异闻录4 终极深夜斗技场》开始，在玩家无法命名角色的官方游戏中沿用该名字。在此之前，游戏的漫画改编中他被命名濑多总司。在一次采访中，游戏导演桥野桂提醒注意主角在整个游戏中保持沉默和无表情的方式。这使得玩家在任何特定时刻都需要主观地解读主角的情感反应。桥野详细阐述这个特定角色的特质对于《女神异闻录4：动画版》导演岸誠二而言是一个障碍，因为角色无疑需要说话并展示一定程度的情感。在同一次采访中，岸誠二表示在不破坏桥野已建立的形象的情况下将沉默的主角转化为动画中存在的难度。 
在动画中，鳴上悠在第一次召唤“人格面具”时的独特动作是解开校服的扣子。岸誠二指出这是“打开封闭的东西”的“关键”时刻。然而，他没有解释其更深层的意义，而是让观众自行思考，从而更好地享受改编作品。动画中另一个可能实现的是悠在战斗场景中冷静沉着的性格。桥野解释通过让人格面具战斗来创造这样的态度是可能性，从而将 悠塑造成一个情感强大的角色——如果给他一把武器，这“将失去它的意义”。

### 配音
鳴上悠的日语配音由浪川大輔负责。除了游戏外，浪川大辅还在动画首映前的戏剧CD中为角色配音。他认为悠是一个诚实的年轻人。然而，他觉得根据给予的表演指示，游戏中的鳴上悠和动画中的鳴上悠完全不同。回顾过去，浪川大辅觉得自己的工作很有趣，因为他和许多其他演员合作。由于在游戏中鳴上悠是一个沉默的角色，演员觉得他在动画中的形象更具挑战性，因此需要更多地演绎。他喜欢鳴上悠在日常生活和在电视世界中的战斗方面的形象。
英文配音由約翰尼·楊·博斯负责。由于博斯还为游戏中的另一个角色足立透配音，因此对为鳴上悠配音感到不安。然而，当他最初得知主角的台词台词非常少时，他的担忧就烟消云散了。最初计划在动画中更换鳴上悠的配音演员，因为他和足立透会有更多的互动。不过最终为了不让粉丝们失望，博斯还是继续担任悠的配音。为了解决两个角色声音过于相似的问题，他决定为悠使用较低的音调。

## 登场

### 女神异闻录4
在《女神异闻录4》中，鳴上悠是一名高中生，由于父母在国外工作的缘故，他搬到稻羽市的乡村与他的舅舅堂島遼太郎和表妹堂岛菜菜子一起生活一年，并就读于八十神高中，与游戏中的大部分角色相遇。 在得知午夜频道与稻羽市谋杀案有关后，悠获得进入电视世界的能力，在那里与他的朋友们一起调查案件，并根据他的经验而被任命为他们的领袖。在电视世界中悠唤醒他最初的“人格面具”伊邪那岐（一个穿着黑色外套的剑士），用它来对抗人类负面情绪的化身（即“阴影”）。
鳴上悠具备独特的“百搭牌”能力，使他在战斗中能够切换使用不同的“人格面具”。这与社交关系（日本称为社交链接）机制密切相关：悠与其他角色建立的每个关系都使他能够获得更多且强大的人格面具， 每个人格面具以塔罗牌的大阿尔克那命名。悠的大阿尔克那是愚者，代表整个团体并由伊邪那岐所体现。当调查组意识到生田目太郎并非肇事者，开始寻找稻羽市事件背后的真正罪魁祸首时，他的大阿卡纳变为审判（在动画中，这一关系由人格面具路西法（Lucifer）所代表）。在结束连环杀人案后，悠得知他的力量是来自冒充莫埃尔加油站员工的女神伊邪那美，意图将人们转化为阴影。 悠通过社交关系获得朋友的力量，将伊邪那岐转化为代表世界的伊邪那岐大神（Izanagi-no-Ōkami），并战胜伊邪那美。故事最后他回到自己的家乡，与朋友们告别。

### 《女神異聞錄4 終極深夜鬥技場》和《女神異聞錄4 無敵究極背橋摔》
在格斗游戏《女神異聞錄4 終極深夜鬥技場》中，故事发生在《女神異聞錄4》事件发生两个月后。鳴上悠回到稻羽市参加假日团聚，但必须和他剩下的朋友一起前往电视世界调查午夜频道宣传的格斗比赛，同时寻找他们失踪的一些朋友，并得到前辈们桐条集團的影之特工的协助。 由于组织无法找到比赛的幕后黑手，调查组和影之特工决定通过绑架埃癸斯的机器人姐姐拉比莉斯来寻找他。悠使用伊邪那岐进行战斗，尽管在其最强攻击期间会转变为伊邪那岐大神。悠的招式动作在续集中得到平衡，使他更加多才多艺，因为一些评论指出他在第一款游戏中太强。《終極深夜鬥技場》漫画的作者蓝屋球说悠是他最喜欢的角色，每当设计他时都会觉得“悠太酷了！”蓝屋球还提到在悠和来自《女神异闻录 3》的真田明彦之间的战斗场景时遇到麻烦，因为“两个角色都不会轻易输给任何人。”
在《女神異聞錄4 無敵究極背橋摔》中，鳴上悠与他的朋友和影之特工们重聚，面对出现在稻羽市中的暗影窃取异能者力量的新威胁，引发第二次黑暗时间的来临。虽然悠和他的朋友们最初认为罪魁祸首是一个名叫皆月翔的青少年，但后来发现这两场竞技场比赛背后的幕后黑手是迦具土（是个毁灭人类的存在）。在与悠的宿敌足立透的协助下，悠设法击败迦具土，并在他们分道扬镳之前，通过最后一次交锋的方式帮助已失去另一半人格的翔（尽管他终于获得召唤他另一半人格面具——月读的能力）获得友谊的信任。之后，悠回到家中，与朋友们告别。

### 《女神异闻录4》改编
在《女神异闻录4》漫画中，他被命名为瀬多総司，经常因为父母职业变动而频繁搬家，所以被描绘成一个疏远但友善的青少年。他也是漫画《女神异闻录4：魔法师》中的配角，名字为鳴上悠。在动画版的故事中，悠面对自己的暗影，揭示出他对离开稻羽市和失去朋友的压抑恐惧，这个事实被悠接受并承认为真相，使他能够在战斗中击败玛格丽特，进而面对伊邪那美的真正形态。他后来在《女神异闻录4：黄金动画》中出现，该系列展示了前作中未曾出现的新事件与人物稍有不同的个性特点。在舞台剧中，由马场彻饰演，他的名字由观众选出。 在《女神異聞錄4 終極深夜鬥技場》的舞台剧中，由南圭介饰演。

### 其他游戏
鳴上悠在2014年的游戏《女神异闻录Q 暗影迷宫》中与《女神异闻录3》的主角一同登场，他与《女神异闻录3》的角色们联手逃离神秘的迷宫，同时努力恢复神秘的Zen和Rei的记忆。悠还出现在节奏游戏《女神異聞錄4 通宵熱舞》中，他的朋友久慈川理世向他求助。悠还在史克威尔艾尼克斯的街机卡牌游戏《紅蓮之王II》中作为召唤咒语出现。他还出现在格斗游戏《蒼翼默示錄：交叉組隊戰》中。他在《任天堂明星大亂鬥 特別版》中作为Mii角色的服装出现。悠在手机游戏《星海遊俠：回憶》中作为与《女神异闻录》系列的跨界合作角色登场。鳴上悠还作为DLC的头目在《女神异闻录5 皇家版》中出现。

## 评价
鳴上悠的性格普遍受到好评。他的身份被认为可以让玩家在游戏中建立一个独特的“自我”，同时质疑他们在现实生活中的身份。Kotaku的傑森·施賴爾称他为“风度翩翩、英俊迷人。他和每个人都是朋友，所有女孩都想和他在一起，总的来说，就是一个全能型的坏小子。”此外，主人公与他开始同居生活的亲戚之间的关系因以家庭关系为中心增加更多变化而受到好评。Game Informer的Kimberley Wallace喜欢他与表妹菜菜子之间的关系，因为菜菜子对他非常关心，尤其是称他为“大哥哥”。当菜菜子被绑架后并由悠的团队解救时，评论家发现他们的过场动画因孩子的身体状况不佳而令人心碎，IGN的Lucas M. Thomas认为她与玩家之间的联系是游戏中最强的。Destructoid的 Patrick Hancock认为这是《女神异闻录 4》中最触动人心的时刻，并表示这让他感动得哭了。他还将大哥对小妹的亲情描述为游戏中最好的爱的表现之一。
该角色在动画版《女神异闻录 4》中也受到类似的反响。《T.H.E.M. Anime Reviews》的一位评论员评论道，鳴上悠“似乎是你在游戏中可能做出的所有古怪选择的集合体”，这使他成为一个因场景多样化而受欢迎的角色。当首次观看《女神异闻录4》动画时，来自UK Anime Network的Elliot Page指出，虽然悠不像电子游戏中那样是一个沉默的角色，但他的台词很少，而剧情节奏设定成功弥补了这一点。在随后的一篇评论中，来自同一网站的Andy Hanley表示他喜欢主人公的处理方式，因为制作团队利用他的“空白状态”来创造喜剧互动。Fandom Post的Briana Lawrence也有类似的感受，称制作团队“不知何故成功地赋予了一个沉默的主角一个既可信又可爱的个性。”Lawrence赞赏该角色在整个系列中的发展，成为一个“嘲讽而可爱的主角，在被踢下悬崖时还能保持一张严肃的脸。”Blu-ray的Jeffrey Kauffman指出悠如何加强剧情中的喜剧和“恐怖”元素的同时，还表示他“在整个系列中仍然是一个谜”，有可能让观众与他产生共鸣。至于他在《女神异闻录4：黄金动画》中的角色刻画，Otaku USA和Anime Inferno都指出鳴上悠的社交生活很有趣，尽管两位评论家对其给予观众的重要性与更严肃剧集之间的平衡持不同意见。
与大多数评论家不同，Kotaku的Richard Eisenbeis对这个角色持有不同的意见。Eisenbeis称他为“任何作品中最奇怪的角色之一”，他发现因缺乏背景故事而让观众很难预测他的行动。然而，他还指出在整个系列结束时，悠已经“成为一个独立的角色”，既有趣又令人愉快。然而，他批评悠在《女神異聞錄4 終極深夜鬥技場》及其续作中的角色塑造，认为他是一个典型的守法善良的英雄，与新角色皆月翔和Rise的发展相对乏味。此外，他在2012年《Newtype》动漫奖的“最佳男性角色”类别中排名第六。